# Omar Ba
Omar Ba (Pikine, 8 aprile 1972) è un ex cestista senegalese con cittadinanza tedesca.

## Carriera
Con il Senegal ha disputato i Campionati mondiali del 1998 e due edizioni dei Campionati africani (1993, 1999).